# Бергамот
Бергамот (Citrus bergamia) е малък цитрусов плод. Расте на ниски дървета със същото име. Дървото цъфти през април, а плодовете му се събират от ноември до март.
Няма единно мнение за произхода на бергамота. Според някои източници той се е появил за пръв път в италианската област Калабрия през 18 век, а според други е бил познат още в Древен Египет.
Основен производител на бергамот е Калабрия, на която се пада 90% от световното производство. Поради това, че е характерен за тази област, той дори се е превърнал в неин символ, както и в символ на града Реджо Калабрия. Освен в Италия, бергамот се отглежда и в Бряг на Слоновата кост, Аржентина и Бразилия.
Плодът е кисел, а от неговата ароматна обвивка се извлича масло, което се използва за производството на чай Ърл Грей. Есенцията от бергамот е основна съставка в много парфюми, използва се в ароматерапията и в сладкарството.